# Cession Dailly
Une cession Dailly, par référence au sénateur Étienne Dailly auteur de la loi correspondante, est la possibilité en France pour un créancier (« le cédant ») de céder selon des formes simples ses créances professionnelles ainsi que les garanties et sûretés qui en sont les accessoires à une personne appelée cessionnaire, qui est forcément un établissement de crédit. Créée par la loi du 2 janvier 1981, modifiée en 1984, cette technique facilite le crédit aux entreprises. La réforme de la cession de créance de droit commun réalisée en 2016 amoindrit toutefois l'avantage compétitif qu'avait cette cession particulière puisque désormais, la cession de droit commun, comme la cession Dailly, devient opposable aux tiers dès la date de l'acte. 

## Cession de créance
La cession Dailly est régie par les articles L. 313-23 et suivants du Code monétaire et financier. Elle est une forme particulière de la cession de créance, mécanisme dont la figure de droit commun figure aujourd'hui aux articles 1321 à 1326 du Code civil (autrefois, art. 1689 et suivants). La cession Dailly est ainsi avant tout une cession de créance, c'est-à-dire une opération juridique par laquelle un créancier cédant transfère à un cessionnaire sa créance contre son débiteur, appelé débiteur cédé.
Il s'agit plus particulièrement d'un écrit par lequel une personne, appelé le cédant, transfère à un établissement de crédit, appelé le cessionnaire, la propriété de créance professionnelles déterminés afin de garantir un crédit consenti au cédant par le cessionnaire.
Le débiteur cédé, c'est-à-dire le débiteur de ladite créance, devra donc s'acquitter de son obligation envers le cessionnaire, si celui-ci lui a notifié la cession.

## Mécanisme du bordereau
La cession Dailly s’opère au moyen d’un simple bordereau (bordereau Dailly) et concerne tous les types de crédit. Sous peine d'invalidité et d'inopposabilité aux tiers, le bordereau doit comporter les mentions suivantes :
- la dénomination exacte « acte de cession de créance professionnelle » ;
- date ;
- signature ;
- nature de l'opération ;
- la désignation ou l’individualisation des créances. S'il s’agit de créance futures, il faut désigner les éléments susceptibles d’effectuer celle-ci ;
- la dénomination sociale de l'établissement de crédit cessionnaire (ex. : banques).

La remise du bordereau à son destinataire entraîne de plein droit transfert des créances avec tous leurs accessoires, sûretés et garanties et suffit à rendre l'opération opposable aux tiers, c'est-à-dire à tout autre cessionnaire ou aux créanciers du cédant.
Le cessionnaire ne peut être qu’un Établissement de crédit. Si le bordereau est transmis, le cessionnaire établissement de Crédit ne peut le transmettre qu’à un autre établissement de Crédit. Seules les créances professionnelles peuvent faire l'objet d'une cession Dailly. Ces créances peuvent appartenir à des personnes physiques, à des personnes morales et même à des personnes morales de droit public, sans considération pour le caractère civil ou commercial de leur activité.

## Formalisme assoupli
L'article 1690 du Code civil dispose que le cessionnaire n’est saisi à l’égard des tiers que par la signification du transport faite au débiteur. Il soumet donc l'opposabilité de la cession de créance à un formalisme contraignant : la signification au débiteur cédé du changement de créancier. Toutefois, cette signification n'est pas obligatoire lorsque le débiteur cédé donne son accord à la cession dans un acte authentique (C. civ., art. 1690, al. 2). 
En ce qui concerne la cession Dailly, aucun avertissement du débiteur cédé n'est requis. Le cessionnaire peut simplement notifier la cession au débiteur, par tout moyen, afin d'éviter un éventuel paiement entre les mains du cédant. Ou bien, à la demande du cessionnaire, le débiteur peut s'engager par écrit à payer directement le cessionnaire. Sous peine de nullité, l'écrit doit être intitulé « acte d'acceptation de la cession ou du nantissement d'une créance professionnelle ».

## Succès de la cession Dailly
La cession Dailly représente aujourd'hui la quasi-totalité des formes de cession de créance en France.
Avantage : elle permet aux professionnels de mobiliser, dès la facturation, l'élément d'actif constitué par leurs créances et de bénéficier ainsi de crédit pour financer leur activité, ou d'améliorer leur trésorerie.
Inconvénient : à la différence de l'escompte classique, ce n'est pas un moyen de recouvrement et l'entreprise qui profite du crédit doit continuer à suivre le recouvrement de ses créances.